# Сафаралибеков, Джавад-бек Али-бек оглу
Джавад-бек Сафаралибеков (азерб. Cavad bəy Səfərəlibəyov; род. 1842 — ум. 1938) — прапорщик русской армии, надворный советник, азербайджанский военный и общественный деятель.

## Биография
Джавад-бек Сафаралибеков родился в Киямаддинли в знатной Карабахской семье, происходившей из рода Кебирли. Его отец Али-бек был поручиком царской армии.
Джавад-бек Сафаралибеков участвовал в турецкой войне 1877—1878 годов.
В 1904-1907 гг., когда пост городского головы занимал Джавад-бек Сафаралибеков, Шуша превратилась в центр политической мысли на Южном Кавказе, город стал упоминаться в отчетах полицейского департамента в связи с армяно-азербайджанскими стычками.
Значительной остротой отличались выступления крестьян против тяжелых условий аренды земли. Крестьяне требовали снижения арендной платы или передачи арендных земель в пользование общества. В некоторых случаях они заканчивались победой крестьян. Так в 1902-1904гг. в
Шушинском уезде крестьяне сел Гарабейли-Угурлубей упорно отказывались платить арендную плату помещику Джавад-беку Сафаралибекову, который сдал землю «за нужду» 5 лет назад за очень высокую цену обществу. По жалобе Сафаралибекова решением сената крестьяне должны были хоть за
один последний год уплатить помещику арендные деньги.
В марте-июне 1907 г. вновь участились случаи нападения на помещичьи имения, поджоги частновладельческих усадеб и стычки между крестьянскими отрядами и полицейскими стражниками и войсками. Пристав 3-го полицейского участка Шушинского уезда Везиров по поводу разгрома
усадьбы и убийства помещика младшего брата Джавад-бека, Мамыш бека Сафаралибекова со стороны
крестьянских отрядов сообщал, что «весной 1907 г. страна продолжала еще находиться в исключительном положении, жизнь не вернулась в спокойные рамки, правительственная власть все еще была стеснена в своих отправлениях и даже высшие ее представители, как, например, уездный
начальник, не показывались в уезде».
Джавад-бек был женат на дочери Ага-бек Джеваншира Балаханым-ханум. У Джавад-бека были сын Ибиш-бек.